# مونکلوه
مونکلوه (به آلمانی: Mönkloh) یک شهر در آلمان است که در زگه‌برگ واقع شده‌است. مونکلوه ۲۶۲ نفر جمعیت دارد.